# Ákos Haller
Ákos Haller (* 8. Dezember 1976 in Budapest) ist ein ehemaliger ungarischer Ruderer, der zusammen mit Tibor Pető zweimal Weltmeister im Doppelzweier war.
Im Ruder-Weltcup 1998 belegte der 1,93 m große Ákos Haller dreimal den vierten Platz im Doppelzweier, zusammen mit Laszlo Szogi verpasste er bei den Ruder-Weltmeisterschaften 1998 das A-Finale, als Sieger des B-Finales belegten die beiden in der Gesamtwertung den siebten Platz. 1999 wechselte Tibor Pető zu Haller ins Boot, gemeinsam erruderten die beiden den fünften Platz bei den Ruder-Weltmeisterschaften 1999. Im Ruder-Weltcup 2000 erreichten die beiden Ungarn dreimal den dritten Platz. Im Finale der Olympischen Spiele 2000 platzierten sie sich erneut als Fünfte. 
2001 dominierten Haller und Pető den Weltcup mit drei Regattasiegen, bei den Ruder-Weltmeisterschaften 2001 in Luzern gewannen die Ungarn den Titel. Nach zwei Siegen in den ersten beiden Weltcupregatten 2002 unterlagen die Ungarn in München den Tschechen Milan Doleček und Ondřej Synek. Bei den Ruder-Weltmeisterschaften 2002 in Sevilla belegten die Tschechen nur den fünften Platz, die Ungarn konnten den Titelgewinn vom Vorjahr wiederholen. Beim Weltcup-Auftakt 2003 belegten Haller und Pető den sechsten Platz. Das sollte das beste Ergebnis der Saison bleiben, bei den Ruder-Weltmeisterschaften 2003 kamen die Ungarn als Sieger des B-Finales auf den siebten Platz. 
Im Ruder-Weltcup 2004 erreichten Haller und Pető dreimal das A-Finale und belegten einmal den fünften und zweimal den sechsten Platz. Bei den Olympischen Spielen 2004 fuhr Gábor Benczik mit Ákos Haller auf den elften Platz. 2005 ruderte Haller im Einer, der 17. Platz bei den Ruder-Weltmeisterschaften 2005 war der enttäuschende Abschluss dieser Saison. Im Weltcup 2006 ruderten Haller und Pető wieder zusammen im Doppelzweier und belegten bei der ersten Regatta den zweiten Platz. Nach einem vierten und einem fünften Platz in den beiden anderen Regatten entsprach Platz 13 bei den Ruder-Weltmeisterschaften 2006 nicht den Erwartungen. Bei seinem letzten großen internationalen Auftritt saß Ákos Haller bei den Ruder-Weltmeisterschaften 2008 im Zweier mit Steuermann und belegte in dieser nichtolympischen Bootsklasse den siebten Platz.